# FIGHTING武術
『FIGHTING武術』（ファイティングうーしゅ、FIGHTING WU-SHU）は、コナミが1997年にアーケードゲームとして稼動をした3D格闘ゲームである。北米では「武術」を日本語読みした『FIGHTING BUJUTSU』としてリリースされた。

## 概要
『バーチャファイター』シリーズ（セガ）や『鉄拳』シリーズ（ナムコ→バンダイナムコゲームス）などと同じく3D格闘ゲームだが、これらの作品とは異なり登場キャラクターは全て東洋人となっている。発売前後にはコナミの開発したCOBRA基板による格闘ゲームとして雑誌『ゲーメスト』などで話題になったが、このCOBRA基板を使用したゲームは本作と続編『FIGHTING武術 2nd』、『レーシングジャムDX』の3作品のみに留まった。初代から4ヶ月後に発売された『2nd』は実質的なバージョンアップ作品であり、4名のプレイアブルキャラの追加とコスチュームとして『ときめきメモリアル』の制服やふんどし、着ぐるみなどが追加された。
音楽は泉陸奥彦および前田尚紀が作曲している。

## シリーズ作品
- FIGHTING武術（1997年8月） - COBRA基板最初の作品。
- FIGHTING武術 2nd（1997年12月27日） - COBRA基板最後の作品。

また、1998年1月21日にはサウンドトラックCD「FIGHTING武術 オリジナル・ゲーム・サントラ」も発売された。